# Hilarempis similipes
Hilarempis similipes är en tvåvingeart som beskrevs av Collin 1933. Hilarempis similipes ingår i släktet Hilarempis och familjen dansflugor. Inga underarter finns listade i Catalogue of Life.